# The Capitols
The Capitols war eine US-amerikanische Rhythm-and-Blues-Band.

## Bandgeschichte
Die Capitols wurden 1962 in Detroit, bestehend aus Sänger und Schlagzeuger Sam George, dem Gitarristen Donald Norman Storball und dem Keyboarder Richard Mitchell McDougall gegründet; ursprünglich nannte sich das Trio The three Caps.
Im Frühjahr 1966 benannte sich das Trio in The Capitols um und hatte im selben Jahr mit dem Song Cool Jerk einen Top-Ten-Hit. Die Gruppe löste sich im Jahr 1969 auf. Donald Norman Storball diente später in Detroit als Polizist und am 17. März 1982 wurde Sam George bei einem häuslichen Streit erstochen.

## Diskografie

### Singles
- Dog And Cat / The Kick (Karen 16) (1963)
- Cool Jerk" / Hello Stranger (Karen 1524) (1966)
- Zig Zaggin' / I Got To Handle It (Karen 1525) (1966)
- We Got A Thing That's In The Groove / Tired Of Runnin' From You (Karen 1526) (1966)
- Take A Chance On Me Baby / Patty Cake (Karen 1534) (1967)
- Cool Pearl / Don't Say Maybe Baby (Karen 1536) (1967)
- Afro Twist / Cool Jerk '68 (Karen 1537) (1968)
- Ain't That Terrible / Soul Sister, Soul Brother (Karen 1543) (1968)
- When You're In Trouble / Soul Soul (Karen 1546) (1969)
- I Thought She Loved Me / When You're In Trouble (Karen 1549) (1969)

### Alben
- Dance the Cool Jerk (ATCO 33-190) (1966)
- We Got a Thing (ATCO 33-201) (1966)
- Golden Classics (Collectables) (1990)
- The Very Best of the Capitols (Marginal) (1997)
- Dance the Cool Jerk / We Got a Thing (Collectables) (2004)
- Cool Jerk (Collectables) (2006)